# Mariánský sloup (Chodov)
Mariánský sloup (rovněž Sloup se sousoším Panny Marie) je barokní sochařské dílo v Chodově v okrese Sokolov v Karlovarském kraji. Od roku 1963 je chráněn jako kulturní památka.

## Historie

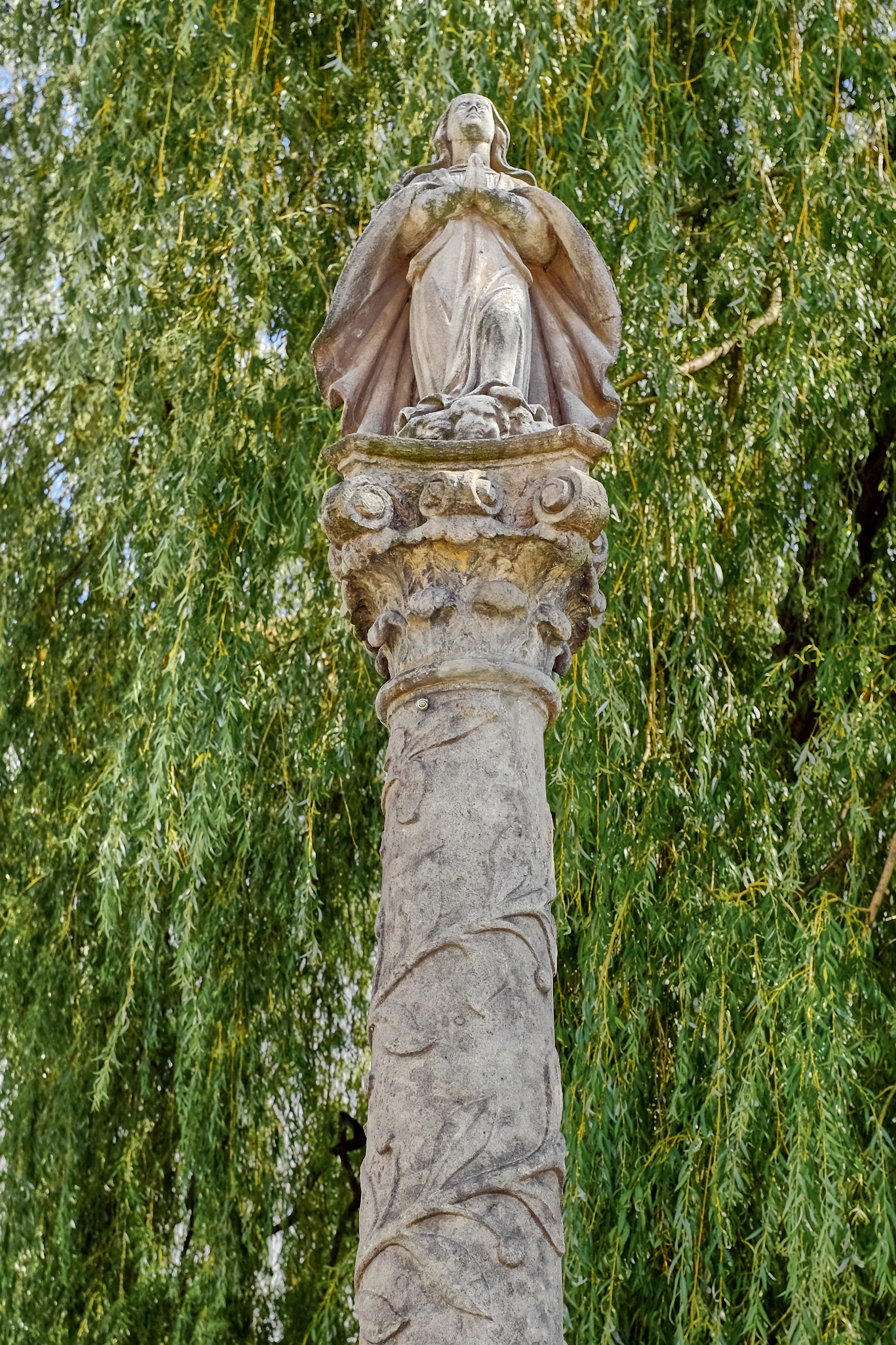
Pohled na vrcholovou sochu

Byl vztyčen 3. června 1675 uprostřed mezi božími muky na jihozápadním okraji Chodova při cestě do Vintířova. Sloup dal postavit ke cti Nejsvětější Panny Marie tehdejší majitel chodovského panství Jan Vilém z Plankenheimu. Dne 4. března 1704 sloup posvětil loketský arcibiskupský venkovský vikář Johann Carl Pellet de Hund. Tento zápis v pamětní farní knize, založené roku 1735 navíc uvádí, že mariánský sloup stojí u Procherova domu, nyní Karla Krase. V roce 1898 se uvádí, že sloup stojí u cesty k domu čp. 155. Někdy před rokem 1927 byl sloup přemístěn na nové místo. Anton Gnirs v roce 1927 uvádí, že sloup stál původně proti domu čp. 157 v Tovární ulici nyní nedaleko odsud v jedné domovní zahrádce. Není vyloučeno, že nejednotnost v lokaci je dána mylným určením čísel popisných. Po druhé světové válce přestal být sloup udržován a postupně chátral. Roku 1975 došlo k dalšímu přemístění z okraje města. Důvodem byly stavební práce, výkop pro teplovodní potrubí. Sloup byl rozebrán a restaurován. Restaurátory byli Jan Bradna a Jiří Novotný. Z restaurátorské zprávy vyplývá, že sloup byl na velkém množství míst poškozen, přičemž většina poškození byla staršího data. V říjnu 1991 došlo vandalem ke stržení sloupu, ze sloupu byla odcizena socha Panny Marie a poškozen byl i samotný sloup. Poté byl uložen v prostorách Technických služeb v Chodově. V březnu 1993 požádal Městský úřad v Chodově o povolení přemístění sloupu opět na jiné místo. Památkový úřad v Plzni vyslovil s přemístěním souhlas i pro to, že dům Havlíčkově ulici čp. 154, před nímž sloup po určitou dobu stál, je určen k demolici. Po posouzení navrhovaných lokalit bylo vybráno nové místo. V letech 1993 až 1994 akademičtí sochaři Jan Bradna a Jiří Novotný vyrobili kopii ukradené sochy Panny Marie. Kopie byla vyrobena podle dokumentačních materiálů z umělého kamene. Rozbitý dřík byl slepen epoxidovým lepidlem. Po opracování byla provedena retuš barevnosti. Sloup byl vztyčen na pěší zóně v centru města u křížení ulic Staroměstská a Komenského.
Z ponechané formy sochy Panny Marie byla vytvořena další kopie sochy, kterou v roce 2015 věnovalo město Chodov partnerskému městu Olešnice v Německu.
V roce 2002 provedl restaurování sloupu akademický sochař Martin Široký ve spolupráci s akademickou sochařkou Vandou Bukovinskou a akademickým malířem Františkem Olivou.

## Popis
Na čtvercové základně se třemi žulovými schodišťovými stupni stojí hranolový žulový sokl s mohutné vysazenou římsou. Na jeho jedné straně je umístěn erb rodu Plankenheimů. Na další stěně stylizovaný květ s datací ANNO 1675. Dřík korintského sloupu s antikizující hlavicí je levotočivě ovinutý vegetabilním stonkem s olistěním. Na vrcholu na oblaku s hlavičkami andílků stojí socha prostovlasé Panny Marie se sepjatýma rukama a rozevlátým pláštěm. Socha je čelem obrácena k západu.
Mariánský sloup byl dodatečně opatřen nízkým kovovým plůtkem, v okolí sloupu je okrasný záhon.